# Pancerniki typu Brandenburg
Pancerniki typu Brandenburg – seria czterech niemieckich pancerników (przeddrednotów) zbudowanych w latach 1890–1894. W 1910 roku dwa okręty zostały sprzedane Turcji. Pozostawały w służbie Kaiserliche Marine i marynarki tureckiej do zakończenia I wojny światowej.

## Historia
Pancerniki (niem. Panzerschiffe) typu Brandenburg były pierwszymi niemieckimi okrętami swojej klasy, skonstruowanymi do działań na otwartym morzu. Były to też jedyne przeddrednoty, posiadające sześć dział artylerii głównego kalibru, umieszczonych w trzech wieżach w osi symetrii okrętu.
Zlecenia na budowę okrętów otrzymały trzy niemieckie stocznie: AG Vulcan Stettin (Szczecin) (dwie jednostki), Germaniawerft w Kilonii i Kaiserliche Werft w Wilhelmshaven (po jednym okręcie). Stępki pod wszystkie pancerniki położono w 1890 roku. Budowę dwóch okrętów ukończono w 1893, dwóch w 1894 roku.
W 1899 roku pancerniki typu Brandenburg zostały oficjalnie przeklasyfikowane na okręty liniowe (niem. Linienschiffe). W 1900 roku wszystkie cztery pancerniki zostały wysłane na wody chińskie, jako eskorta wojsk interwencyjnych mających na celu stłumienie powstania bokserów i ochronę niemieckich interesów w Azji. W związku z tym, jako pierwsze okręty niemieckie, zostały wyposażone w urządzenia radiotelegraficzne.
W latach 1901–1905 wszystkie okręty przeszły przebudowę w stoczni Kaiserliche Werft w Wilhelmshaven. Zmodernizowano wówczas kotły, pogrubiono i podwyższono kominy, dodano 2 działa kal. 105 mm, zlikwidowano część wyrzutni torpedowych, dobudowano rufowe stanowisko dowodzenia oraz zmieniono konfigurację masztów.

## Opis konstrukcji
Kadłub pancerników typu Brandenburg został podzielony grodziami na 13 przedziałów wodoszczelnych. Kadłub został opancerzony pasem pancernym o szerokości 2,5 m i grubości (wraz z podkładką z drewna tekowego) do 600 mm, pokład otrzymał pancerz grubości 60–65 mm, wieże artyleryjskie 50–120 mm, barbety 300 mm (uzupełnione 210 mm drewna tekowego), wieża dowodzenia do 300 mm. Do 1897 roku okręty posiadały sieci przeciwtorpedowe.
Opancerzenie okrętów miało być wykonane ze stali niklowej Kruppa, ale kłopoty z dostawami spowodowały, że część pancerza pancerników wykonano z gorszej jakości pancerza zespolonego, o konstrukcji przekładkowej.
Główne uzbrojenie okrętów składało się z 6 dział kal. 283 mm (nominalnie 28 cm), umieszczonych w trzech dwudziałowych wieżach. Wieże dziobowa i rufowa posiadały działa o długości lufy 40 kalibrów (L/40), wieża na śródokręciu o długości lufy 35 kalibrów (L/35). Artylerię średniego kalibru tworzyło 6 (po przebudowie 8) dział kal. 105 mm i 8 dział kal. 88 mm, umieszczonych w kazamatach. Ponadto uzbrojenie uzupełniało 6–8 karabinów maszynowych oraz 6 nawodnych wyrzutni torped kal. 450 mm: 4 boczne i 2 dziobowe. Po przebudowie pozostawiono tylko dwie boczne wyrzutnie.
Napęd pancerników typu Brandenburg stanowiły dwie trzycylindrowe maszyny parowe potrójnego rozprężania i 12 kotłów parowych, opalanych węglem, o łącznej mocy obliczeniowej 10 000 KM, napędzające dwie trójłopatowe śruby o średnicy 5 metrów. Siłownia ta pozwalała osiągać prędkość powyżej 16 węzłów.

## Okręty
- SMS "Brandenburg" – położenie stępki w stoczni AG Vulcan Stettin w maju 1890 roku, wodowany 21 września 1891 roku, ukończony 19 listopada 1893 roku. Koszt budowy wyniósł 15 832 000 marek. W 1915 roku przekazany obronie wybrzeża, rok później rozbrojony i użyty jako okręt mieszkalny i wytwórnia wody destylowanej w Lipawie. Planowana pod koniec I wojny światowej przebudowa na okręt-cel nie doszła do skutku. Skreślony z listy floty w 1919 roku, złomowany w roku następnym.
- SMS "Kurfürst Friedrich Wilhelm" – położenie stępki w Kaiserliche Werft w Wilhelmshaven 24 marca 1890 roku, wodowany 30 czerwca 1891 roku, ukończony 29 kwietnia 1894 roku. W 1910 roku sprzedany rządowi tureckiemu za 9 mln marek i 31 sierpnia wcielony do floty tureckiej jako "Barbaros Hayreddin". Zatopiony 8 sierpnia 1915 roku w Dardanelach przez brytyjski okręt podwodny E 11, zginęło 253 członków załogi.
- SMS "Weißenburg" – położenie stępki w AG Vulcan Stettin w maju 1890 roku, wodowany 14 grudnia 1891 roku, ukończony 14 października 1894 roku. Także sprzedany Turcji, za tę samą kwotę, przemianowany na "Turgut Reis". Po zakończeniu I wojny światowej przesunięty do rezerwy, służył jako stacjonarny okręt szkolny, a następnie hulk mieszkalny. W 1939 roku zdemontowane armaty pancernika ustawiono w bateriach nadbrzeżnych w Dardanelach. Sam okręt został złomowany w 1953 roku.
- SMS "Wörth" – położenie stępki w stoczni Germaniawerft 3 marca 1890 roku, wodowany 6 sierpnia 1892 roku, ukończony 31 października 1893 roku, za cenę 16 054 000 marek. Podobnie jak SMS "Brandenburg", przekazany obronie wybrzeża, a potem używany jako hulk mieszkalny w Gdańsku. Tam też złomowany w 1919 roku.